# Phellinocis erwini
Phellinocis erwini là một loài bọ cánh cứng trong họ Ciidae. Loài này được Lopes-Andrade & Lawrence miêu tả khoa học năm 2005.